# Vaiņode
Vaiņode (anciennement en allemand : Wainoden) est un village dans le sud de Kurzeme en Lettonie. Il s'est formé près de la ligne du chemin de fer aujourd'hui désaffectée Liepāja - Mažeiķi, à 60 km de Liepāja et à 185 km de Riga. Jusqu'à la réforme territoriale du 2009, la commune faisait partie du district de Liepāja (Liepājas rajons). Aujourd'hui, c'est le centre administratif de Vaiņodes novads.
Le village compte une Maison de la culture, une école de musique, une pharmacie, un musée d'histoire locale, l'église catholique et l'église luthérienne.
Pendant la Première Guerre mondiale, de mai 1916 jusqu'en décembre 1917, dans les alentours se trouvait un aérodrome militaire allemand Luftschiffhafen Wainoden. Après sa désaffectation ses cinq hangars à ballon dirigeable ont été démontés et transportés à la capitale pour fait office des pavillons du Marché central de Riga. Par la suite, l'aérodrome servi à l'armée russe pendant l'occupation soviétique.
En 1925, on a attribué à Vaiņode le statut de localité d'habitation dense (en letton : biezi apdzīvota vieta) selon les critères d'appellation d'avant guerre en Lettonie. En 1954, il a acquis le statut de commune urbaine qui lui a été retiré en 1990. La partie du nord du village s'appelle Bāta. Dans les sources historiques, la commune de Bāta a été mentionnée pour la première fois en 1253, en tant que Lielbāta, car construite sur le domaine Lielbātas muiža. Tout comme Vaiņode c'était une localité d'habitation dense en 1932. Par la suite, l'endroit a perdu de son importance et a été inclus dans le territoire administratif de Vaiņode.
Du temps de la RSS de Lettonie, de 1949 à 1956, sur le territoire du village se trouvait un kolkhoze Miera sardze.
L'église luthérienne de Vaiņode-Bāta a été aménagée, en agrandissant une habitation, achetée en 1958. En 1994, on y a ajouté un clocher. En 2006, pendant les travaux de rénovation on a changé le revêtement du sol, mis de nouveaux bancs et édifié un autel du style gothique.
La communauté catholique du village a été fondée par Julijans Vaivods le 22 décembre 1929, les messes se déroulaient dans la chapelle de la famille von Grotthuß, alors que le bâtiment de l'église actuelle construit la même année accueillait une synagogue. L'église a été transférée dans les murs de synagogue pendant la Seconde Guerre mondiale.

## Personnalités
- Fēlikss Circenis (1929-2004), biathloniste, figure politique, membre du Front populaire de Lettonie.

## Galerie

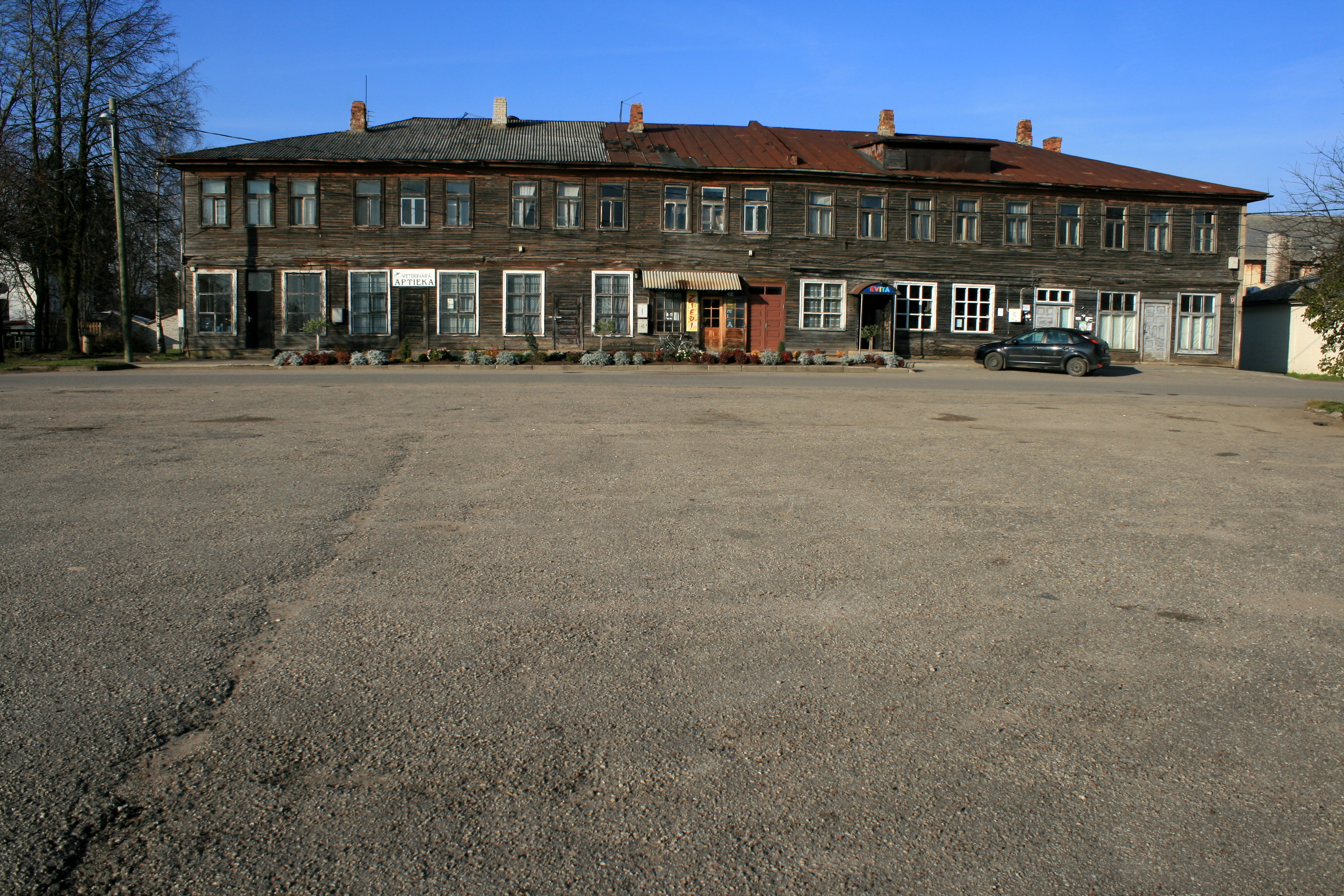
Maisons à Vaiņode.
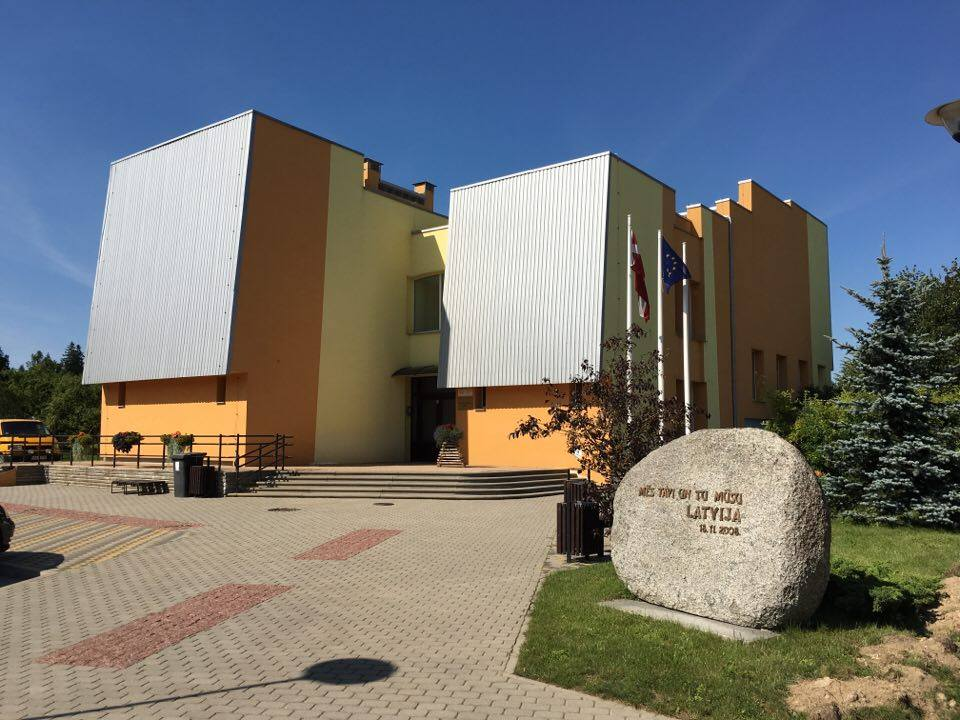
Quartier administratif de Vaiņode.
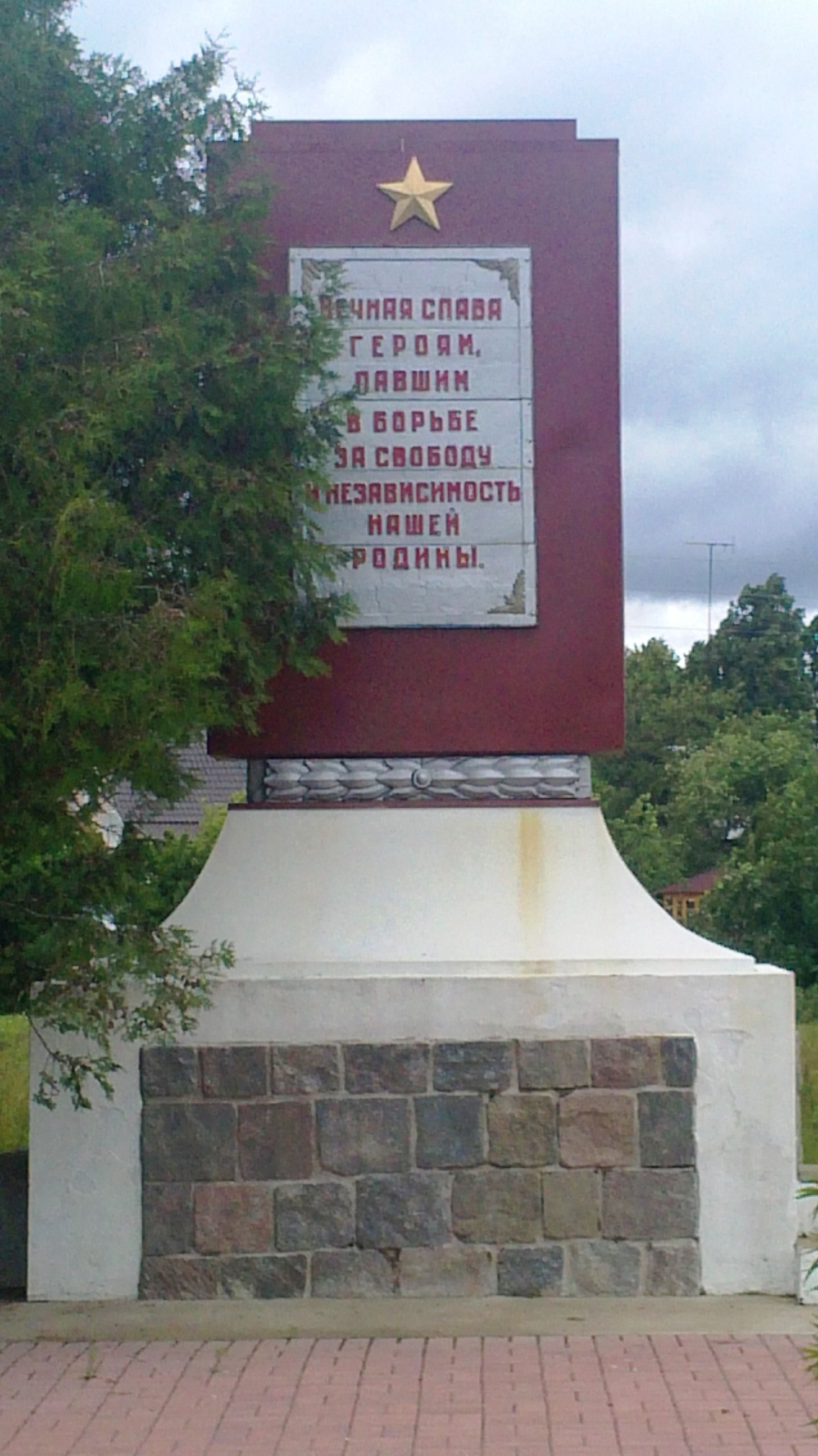
Monument au cimetière militaire à Vainode.
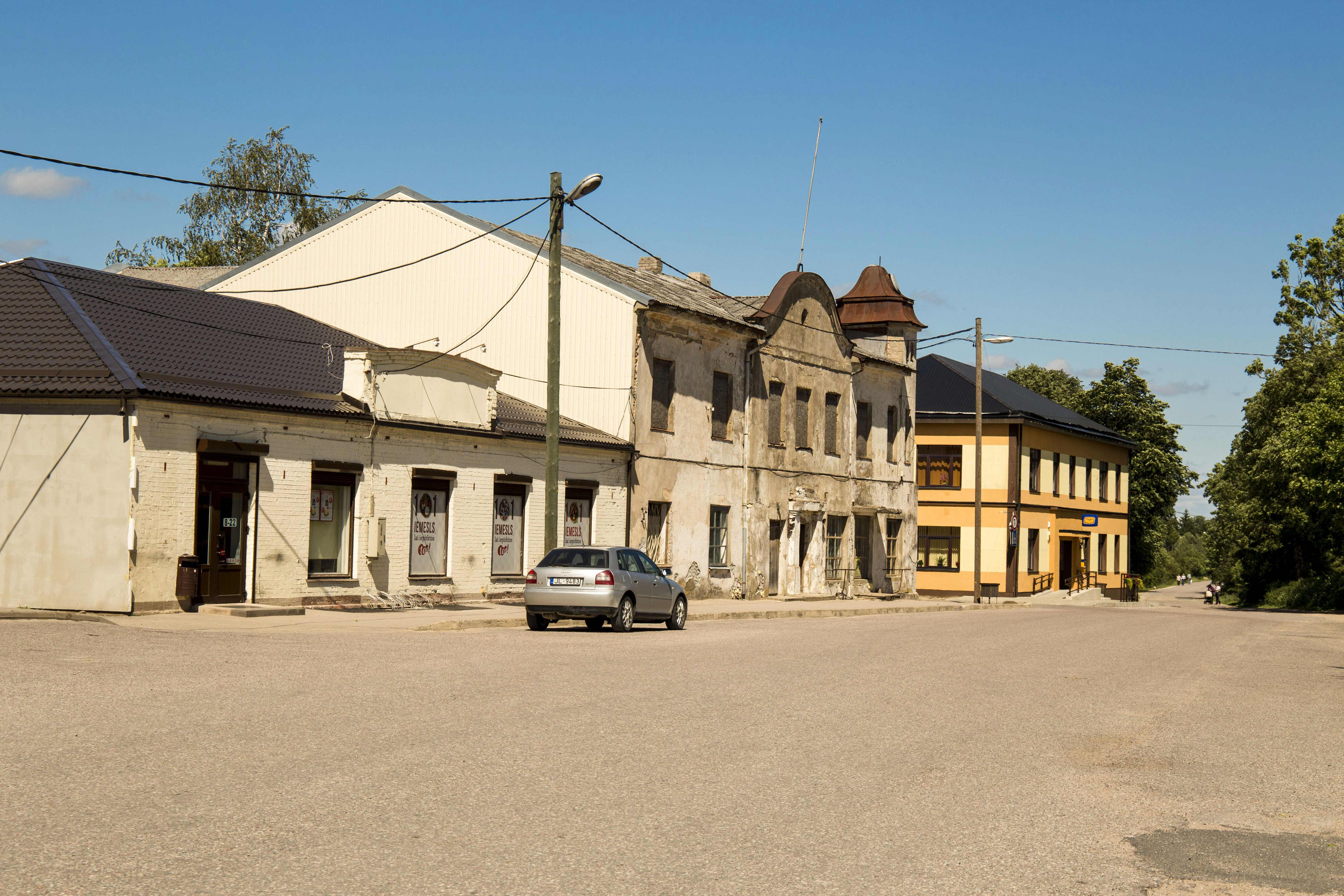
Vieux quartier de Vaiņode.